# Хоментув-Соха
Хоментув-Соха (пол. Chomentów-Socha) — село в Польщі, у гміні Скаришев Радомського повіту Мазовецького воєводства.
У 1975-1998 роках село належало до Радомського воєводства.